# کارلوس کاستیا
کارلوس کاستیا (انگلیسی: Carlos Castilla؛ زادهٔ ۲۶ دسامبر ۱۹۷۹) بازیکن فوتبال اهل آرژانتین است.
از باشگاه‌هایی که در آن بازی کرده‌است می‌توان به باشگاه اتلتیکو ایندپندینته، باشگاه فوتبال بلومینگ، و باشگاه ورزشی سن لورنسو آلماگرو اشاره کرد.